# Agrypnus murinus
Agrypnus murinus är en skalbaggsart som först beskrevs av Carl von Linné 1758.  Agrypnus murinus ingår i släktet Agrypnus, och familjen knäppare. Enligt den finländska rödlistan är arten sårbar i Finland. Arten är reproducerande i Sverige. Artens livsmiljö är torra gräsmarker.

## Bildgalleri

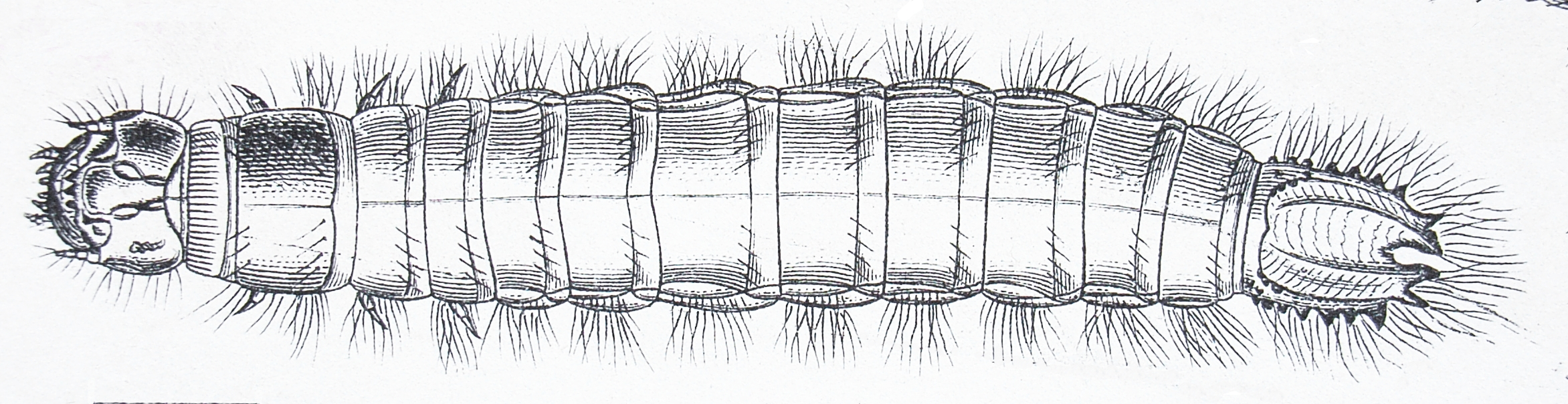
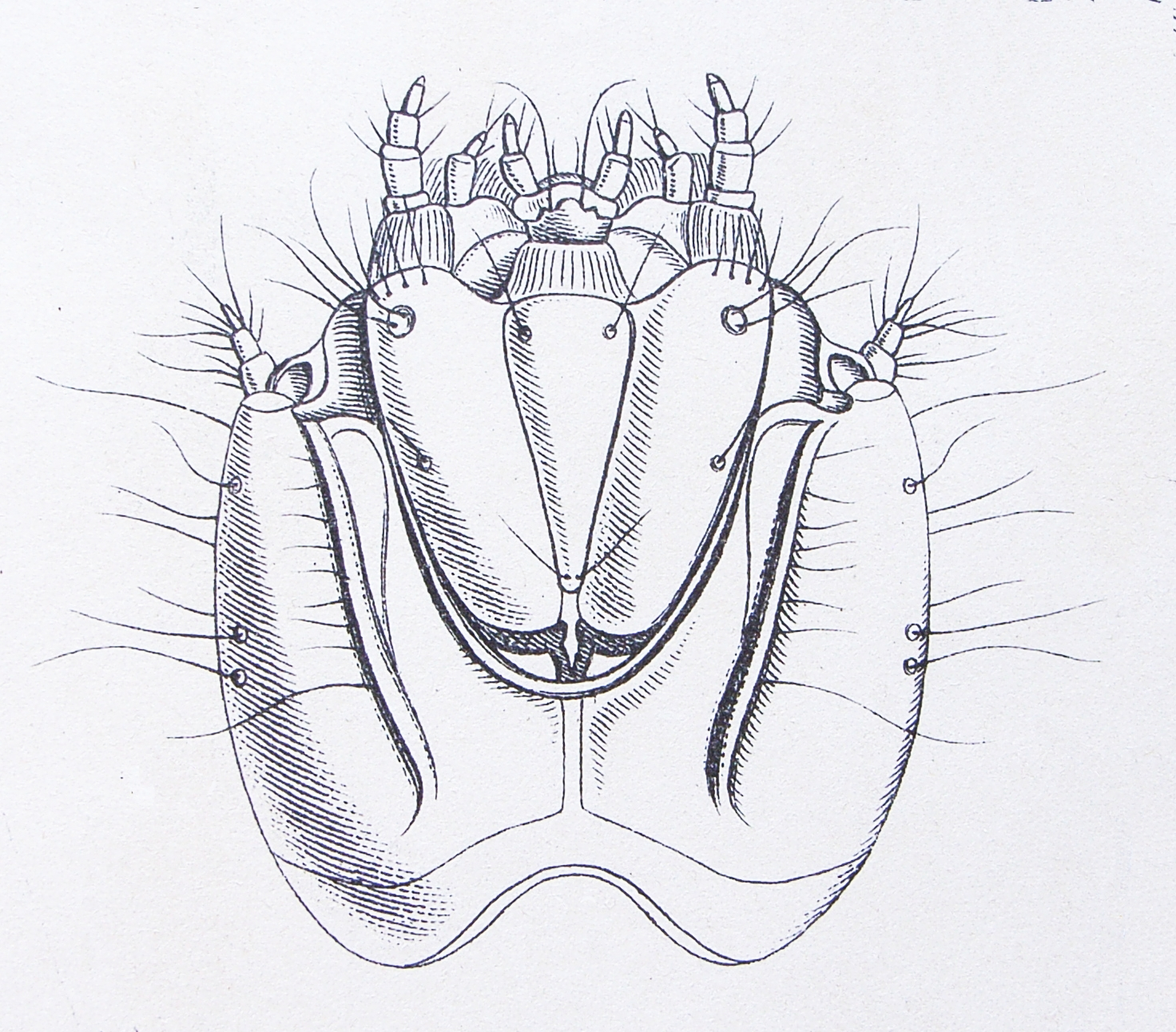
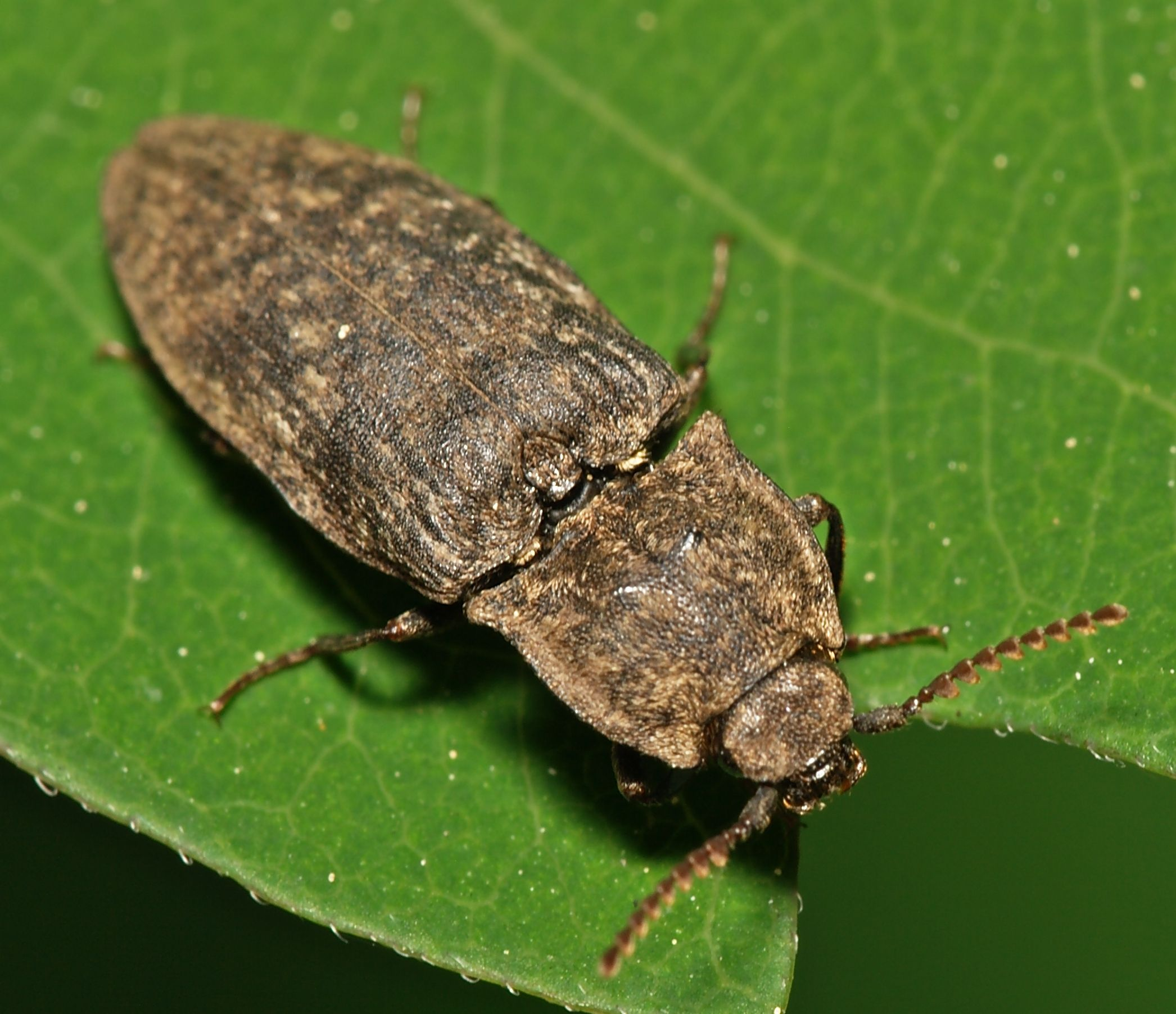
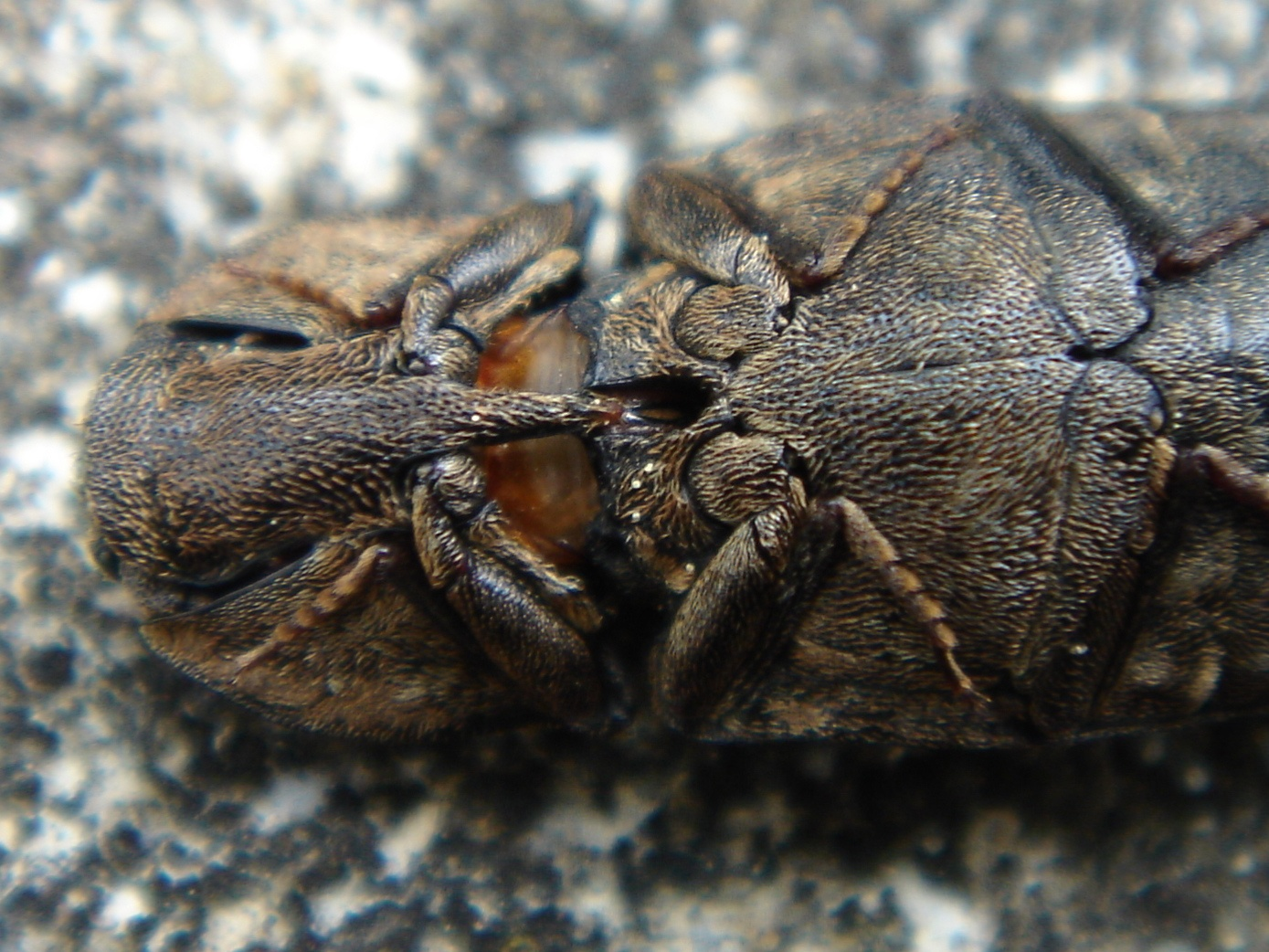
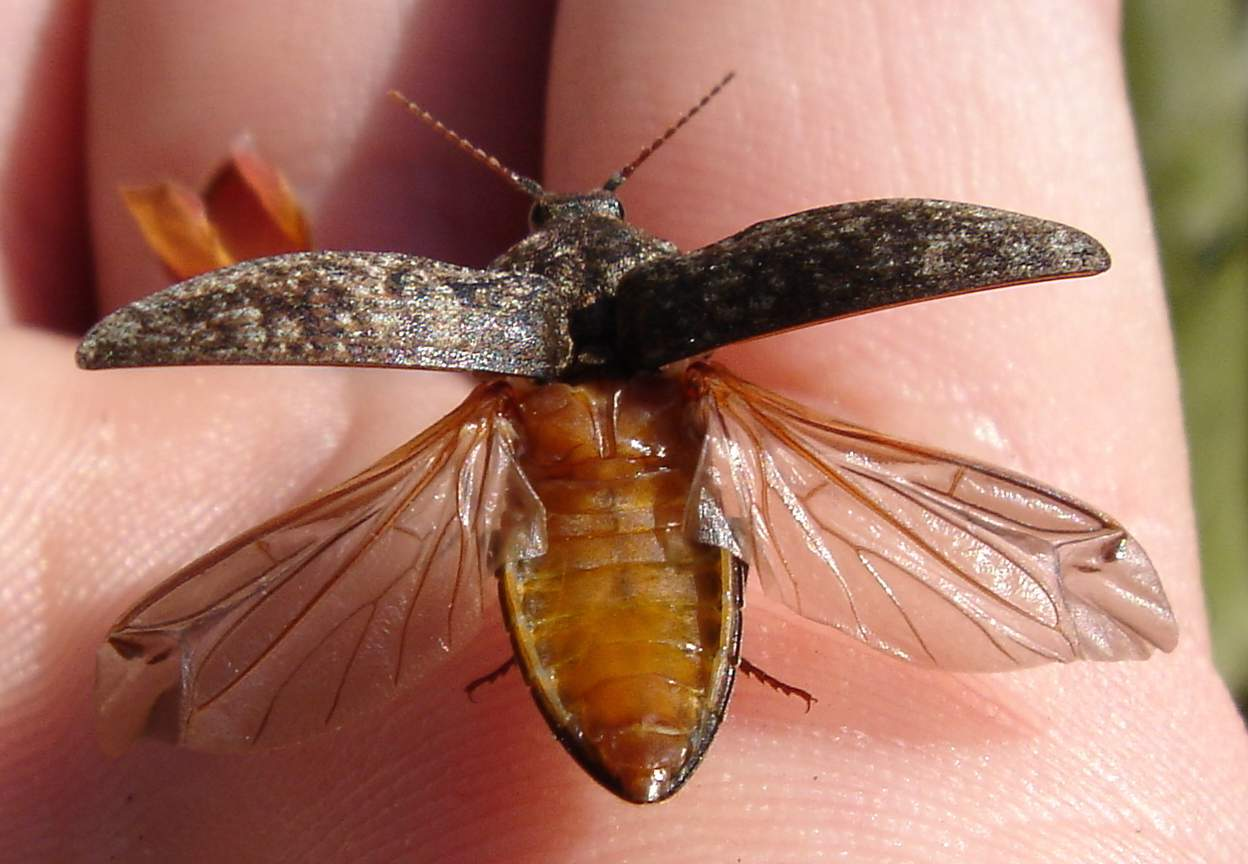